# NGC 7477
NGC 7477 est une galaxie spirale située dans la constellation des Poissons. Sa vitesse par rapport au fond diffus cosmologique est de 9 190 ± 26 km/s, ce qui correspond à une distance de Hubble de 135,6 ± 9,5 Mpc (∼442 millions d'al). NGC 7477 a été découverte par l'astronome prussien Heinrich Louis d'Arrest en 1866.

## Identification de NGC 7477

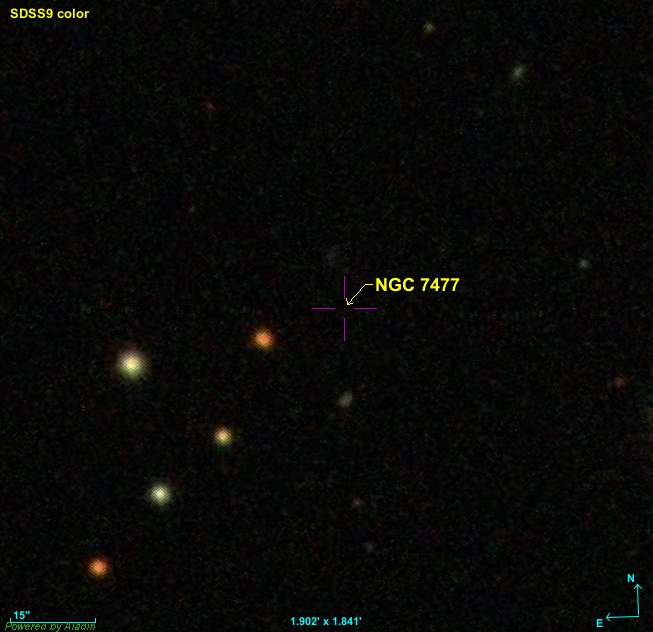
Il n'y a rien à l'endroit indiqué par le logiciel Aladin pour NGC 7477.

Pour la requête NGC 7477, la base de données Simbad retourne la phrase "Identifier not found in the database : NGC 7477". Le logiciel Aladin utilise les données de Simbad et, conséquemment, il n'y a rien à l'endroit retourné par la requête NGC 7477.